# Hunter Carson
Hunter Carson (Los Angeles, 26 dicembre 1975) è un attore, sceneggiatore e produttore cinematografico statunitense.

## Biografia
Hunter Carson è un attore, sceneggiatore, produttore e regista. Figlio dell'attrice Karen Black e del regista L. M. Kit Carson. Ha fatto la sua prima apparizione nazionale nell'ottobre 1976, all'età di nove mesi, tra le braccia della madre durante una puntata del Saturday Night Live. 
Il suo primo ruolo d'attore è stato in Paris, Texas (1984) che ritrae il personaggio di Hunter Henderson. Il film,  adattato per lo schermo da suo padre, ha garantito ad Hunter ottime recensioni e una nomination agli Young Artist Awards. Ha poi recitato, insieme a sua madre, in Invaders 1986), remake di Gli invasori spaziali, ed è apparso nella commedia Mr. North (1988).
Laureatosi alla Wesleyan University, nel 2001 torna sullo schermo interpretando Perfume. Ha impersonato un giovane assassino nel film horror She's Crushed (2010).
Nel 2013, insieme ad Alejandro Itkin, ha diretto Single in South Beach, un dramma romantico interpretato da Kevin Sorbo. Ha anche diretto il cortometraggio With It (2004).

## Filmografia
- Saturday Night Live (1976 - cameo)
- Paris, Texas (1984)
- Invaders (1986)
- Mr. North (1988)
- Perfume (2001)
- With It (2004 - cortometraggio)
- She's Crushed (2010)
- Single in South Beach (2013)